# Барон Коннахт
Барон Коннахт, барон Коннот (англ. Lord of Connaught) — англо-ирландский дворянский титул, существовавший в XIII—XIV веках. Позже существовал также титул «граф Коннахт».

## История
Титул барона Коннахта связан с родом Бургов. Уильям де Бург, приближённый принца Джона (будущего короля Иоанна Безземельного), сопровождал его в экспедиции в Ирландию в 1185 году. Он участвовал в завоевании северного Манстера и получил большие владения в Лейнстере и Манстере, которые создали основу для дальнейшей экспансии. Около 1194 года ему принцем Джоном были переданы права на Коннахт, но особых успехов в завоевании там себе владений Уильям не добился. Он пытался пытался в 1200—1203 годах вмешаться в династические конфликты в королевстве Коннахт, однако вмешался юстициарий Ирландии, заставивший Уильяма отступить.
Ричард де Бург, сын Уильяма, пользовался поддержкой своего дяди — Хьюберта де Бурга, 1-й граф Кент, который в 1219—1227 годах был фактическим правителем Англии при малолетнем Генрихе III. Благодаря дяде Ричард в 1226 году был пожалован титулом барона Коннахта. После того как Хьюберт де Бург, наживший за время регентства, был лишён всех титулов и должностей, Ричарду удалось дистанцироваться от него. В 1235—1236 годах он завоевал Коннахт. Три из завоёванных округов — в Голуэе — он забрал себе, остальные отдал другим ирландским баронам. Центром владений Ричарда стал Лохрей, где он построил замок. Также в состав его владений входил город Голуэй и острова на Лох-Маске и Лох-Орбене.
Ричард умер в 1243 году. Его старший сын, Ричард, получил наследство только в 1247 году, поскольку до этого он, но умер бездетным в 1248 году. Ему наследовал младший брат — Уолтер. На момент смерти брата он был несовершеннолетним, поэтому владения получил только в 1250 году. В первой половине 1250-х годов он находился за пределами Ирландии.
В 1255 году Уолтер вернулся в Ирландию, где окунулся в водоворот войны и дипломатии. Он боролся против королей Коннахта. Около 1257 года он женился на дочери юстициария Ирландии Джона Фиц-Джефри, что в будущем принесло его сыну ирландские владения Джона. В 1264 году принц Эдуард (будущий Эдуард I), наследник короля Генриха III обменял Уолтеру Манстер на Ольстер, после чего король даровал ему титул графа Ольстера. Его сын, Ричард де Бург, 2-й граф Ольстер, был близким другом короля Эдуарда I и занимал первое место среди ирландских правителей этого времени. Он поддерживал Англию в войне против Шотландии в Коннахт. В 1315 году в Ольстер вторглась шотландская армия под командованием Эдуарда Брюса, а в Коннахте восстал Фелим Уа Конхобайр. В результате Ричард почти лишился своих владений. Но Фелим погиб во второй битве при Атенрае, а Эдуард Брюс — в битве при Фогхарте, после чего Ричард смог восстановить контроль над своими владениями в Ольстере.
Наследовал Ричарду его внук Уильям де Бург, но уже в 1333 году он был убит. Единственная наследница Уильяма, Элизабет де Бург, была мала, и за наследство Бургов разгорелась гражданская война между тремя представителями рода Бургов — потомков Уильяма Рыжего де Бурга, одного из сыновей 2-го барона Коннахта.
Война продолжалась до 1338 года. В итоге большая часть владений Бургов в Ольстере были захвачены ирландцами, остальные были поделены воюющими сторонами. Вдова Уильяма де Бурга, Матильда Ланкастерская, с дочерью бежала в Англию. Хотя владения в Ирландии были потеряны, король Эдуард III признал за Элизабет де Бург титул графини Ольстер, выдав её замуж за своего третьего сына Лайонела. При этом титул барона Коннахта потомки Элизабет не использовали.

## Список баронов Коннахт
- ок. 1194—1205/1206: Уильям де Бург (ум. 1205/1206), титулярный барон Коннахт
- 1227—1243: Ричард де Бург (ум. ок. 17 февраля 1243), 1-й барон Коннахт с 1227, юстициарий Ирландии в 1228—1232, сын предыдущего
- 1243—1248: Ричард де Бург (ок. 1225/1229 — 19 мая/6 ноября 1248), 2-й барон Коннахт с 1243, сын предыдущего
- 1248—1271: Уолтер де Бург (ум. 28 июля 1271), 3-й барон Коннахт с 1248, 1-й граф Ольстер с 1264
- 1271—1326: Ричард Рыжий де Бург (ок. 1259 — 29 июля 1326), 2-й граф Ольстер и 4-й барон Коннахт с 1271, сын предыдущего
- 1326—1333: Уильям де Бург (17 сентября 1312 — 6 июня 1333), 3-й граф Ольстер и 5-й барон Коннахт с 1326, внук предыдущего